# ウルグアイ陸軍
ウルグアイ陸軍（西：Ejército Nacional Uruguayo）はウルグアイの陸軍。

## 歴史
1810年、スペインから独立すべく闘争を開始する。一時安定するかに見えたが小規模な抗争が続き、1816年にはブラジルからポルトガル軍が進攻する。1825年にシスプラティーナ戦争が勃発、1828年に独立を果たす。1839年に大戦争が起き国内は混乱状態に陥る。大戦争後も内乱状態が続いたが、20世紀に入り国内は安定した。1971年以降都市ゲリラトゥパマロスが過激化し治安の回復をなすべく陸軍が投入される。1973年のクーデターで政治の実権握った軍は一層強化され、トゥパマロスを鎮圧した。軍事政権は1985年に民政移管され終了する。

## 組織
陸軍総司令官（Comandante en Jefe del Ejército）の下、以下の職位・組織がある。2024年時点での兵力は、現役兵13,500人。
- 陸軍総司令部（Comando General del Ejército）
  - 総司令官室（Despacho del Comandante en jefe）
  - 総合名誉特別審査委員会（Tribunales Especiales y Generales de Honor）
  - 忠告評価官（Oreganos de Calificaion）
  - 兵営監（Tropas del Cuartel Genaral）
  - 陸軍監査部
  - 陸軍参謀本部
    - 陸軍師団（Divisiones de Ejército）
    - 陸軍予備部隊部門（Unidades y Grandes Unidades de la Reserva de Ejército）
    - 陸軍教育組織（Sistema de Enseñanza del Ejército）
    - 陸軍兵站支援組織（Sistema de Apoyo Logístico del Ejército）

その他の部隊
- 第14落下傘歩兵大隊（Batalón de Infantería Paracaidista Nro 14）
- 対テロ部隊「エスコルピオン」（Unidad Antiterrorista "Escorpión"）
- コマンドー隊「ヘネラル・アルティハス」（Comandos "Gral. Artigas"）
- 第3落下傘中隊「ファンタスマス」（3 Companías Paracaidistas "Fantasmas"）

### 師団
- 陸軍師団（Divisiones de Ejército）

#### 第1師団
- 第1師団「首都」　司令部：モンテビデオ。モンテビデオ県、カネロネス県を管轄。
  - 第1砲兵群
  - 第5砲兵群
  - 第5歩兵旅団（予備部隊）
    - 第1歩兵大隊
    - 第2歩兵大隊
    - 第3歩兵大隊

  - 第1通信旅団（予備部隊）
    - 第1通信大隊
    - 第2通信大隊

  - 第3騎兵旅団
    - 第1騎兵連隊（予備部隊）
    - 第4騎兵連隊
    - 第9騎兵連隊

  - 第14歩兵大隊　在カネロネス県
  - 第6騎兵連隊　在カネロネス県
  - 第1砲空砲兵群　在カネロネス県

#### 第2師団
- 第2師団「西部」 司令部：サン・ホセ。ドゥラスノ県、フローレス県、フロリダ県、サン・ホセ県、コロニア県、ソリアーノ県を管轄。
  - 第2砲兵群 在フローレス県
  - 第2工兵大隊 在フロリダ県
  - 第2歩兵旅団 在コロニア県
    - 第4歩兵大隊 在コロニア県
    - 第5歩兵大隊 在ソリアーノ県

  - 第2騎兵連隊 在ドゥラスノ県
  - サランディ・デル・イ中隊 在ドゥラスノ県

#### 第3師団
- 第3師団「北部」　司令部：タクアレンボー。タクアレンボー県、リベラ県、リオ・ネグロ県、パイサンドゥー県、サルト県、アルティハス県を管轄。
  - 第3砲兵群　在タクアレンボー県
  - 第3工兵大隊　在タクアレンボー県
  - 第1騎兵旅団　在リベラ県
    - 第3騎兵連隊　在リベラ県
    - 第5騎兵連隊　在タクアレンボー県
    - 第10騎兵連隊　在アルティハス県
    - ビチャデロ中隊グループ　在リベラ県
    - ベラ・ウニオン中隊グループ　在アルティハス県

  - 第3歩兵旅団　在サルト県
    - 第7歩兵大隊　在サルト県
    - 第8歩兵大隊　在パイサンドゥー県
    - 第9歩兵大隊　在リオ・ネグロ県

#### 第4師団
- 第4師団「東部」　司令部：ラバジェハ。ラバジェハ県、マルドナド県、ロチャ県、トレインタ・イ・トレス県、セロ・ラルゴ県を管轄。
  - 第4砲兵群　在ラバジェハ県
  - 第4工兵大隊　在マルドナド県
  - 第4歩兵旅団　在ラバジェハ県
    - 第10歩兵大隊　在トレインタ・イ・トレス県
    - 第11歩兵大隊　在ラバジェハ県
    - 第12歩兵大隊　在ロチャ県

  - 第2騎兵旅団　在セロ・ラルゴ県
    - 第7騎兵連隊
    - 第8騎兵連隊
    - サンタクララ・デ・オリマール中隊グループ

### 予備部隊
- 陸軍予備部隊部門（Unidades y Grandes Unidades de la Reserva de Ejército）
  - 第5歩兵旅団
  - 第1工兵旅団
  - 第1通信旅団
  - 第1騎兵連隊
  - 陸軍砲兵団

### 教育組織
- 陸軍教育組織（Sistema de Enseñanza del Ejército）
  - 高等学習軍研究所（Instituto Militar de Estudios Superiores）
  - 装備専門軍研究所（Instituto Militar de las Armas y las Especialidades）
  - 各種軍学校
  - ヘネラル・アルティハス軍中学校（Liceo Militar "General Artigas"）
  - 指導センター（Centros de Instrucción）

### 兵站支援組織
- 陸軍兵站支援組織（Sistema de Apoyo Logístico del Ejército）
  - 陸軍主計部（Servicio de Intendencia del Ejército）
  - 装備資材部（Servicio de Material y Armamento）
  - 獣医厩舎部（Servicio de Veterinaria y de Remonta）
  - 陸軍用地部（Servicio de Parques del Ejército）
  - 陸軍衛生部（Servicio Sanitario del Ejército）
  - 陸軍輸送部（Servicio de Transportes del Ejército）
  - 軍地理部（Servicio Geográfico Militar）
  - 軍酒販部（Servicio de Cantinas Militares）

## 装備

### 戦車
- T-55 チラン 主力戦車 × 15輌[2]
- M-41A1UR 軽戦車 × 22輌[2]
- M-41C 軽戦車 × 25輌[2]

### 装甲車
- EE-9 カスカベル 装輪式装甲偵察車 × 15台[2]
- BMP-1 歩兵戦闘車 × 18輌[2]
- M113A1UR 装甲兵員輸送車 × 24輌[2]
- MT-LB 装甲兵員輸送車 × 3輌[2]
- コンドル 装輪式装甲兵員輸送車 × 54台[2]
- AVGP 装輪式装甲車 × 147輌（AVGP クーガー 44輌、AVGP グリズリー 98輌、AVGP ハスキー 5輌）[2][3]
- GAZ-3937 ヴォドニク 装輪式装甲兵員輸送車 × 48台[2]
- OT-64 SKOT 装輪式装甲兵員輸送車 × 53台[2]
- OT-93 装輪式装甲兵員輸送車 × 47台[2]
- MT-LB 装甲工兵車 × 不詳[2]

### 火砲・ミサイル
- 2S1 グヴォズジーカ 122mm自走榴弾砲 × 6輌[2]
- M101A1 105mm榴弾砲 × 28門[2]
- M102 105mm榴弾砲 × 8門[2]
- M114A1 155mm榴弾砲 × 8門[2]
- ECIA 60mm迫撃砲 × 149門以上
- M1 81mm迫撃砲 × 35門[2]
- EXPAL Model LN 81mm迫撃砲 × 56門[2]
- Model SL 120mm迫撃砲 × 44門[2]
- M167 20mm機関砲 × 6基[2]
- TCM-20 20mm機関砲 × 8基[2]
- ミラン 対戦車ミサイル[2]
- M40A1 106mm無反動砲 × 69門[2]

### 小火器
- ブローニング・ハイパワー
- H&K P30
- H&K MP5
- FN FAL　新型小銃に更新される
- ステアーAUG
- H&K G36
- AK-101
- FN MAG
- ブローニングM2重機関銃

### 航空機

#### 無人機
- チャルーアUAV（Charrua） × 1機[2]

## 階級
| 士官       |                     |      |
| 陸軍大将   | General de Ejército | OF-9 |
| 陸軍少将   | General             | OF-7 |
| 陸軍大佐   | Coronel             | OF-5 |
| 陸軍中佐   | Teniente Coronel    | OF-4 |
| 陸軍少佐   | Mayor               | OF-3 |
| 陸軍大尉   | Capitan             | OF-2 |
| 陸軍中尉   | Teniente de Primero | OF-1 |
| 陸軍少尉   | Teniente de Segundo | OF-1 |
| 士官候補生 | Alferez             | OF-D |
| 下士官     |                     |      |
| 陸軍准尉   | Suboficial Mayor    | OR-9 |
| 陸軍曹長   | Sargento de Primero | OR-7 |
| 陸軍軍曹   | Sargento            | OR-6 |
| 兵卒       |                     |      |
| 兵長       | Cabo Primero        | OR-4 |
| 一等兵     | Cabo Segundo        | OR-3 |
| 二等兵     | Soldado             | OR-1 |

## 兵科
- 歩兵科
- 騎兵科
- 砲兵科
- 工兵科
- 通信科